# Scandale de la Beauharnois
Pour les articles homonymes, voir Beauharnois.

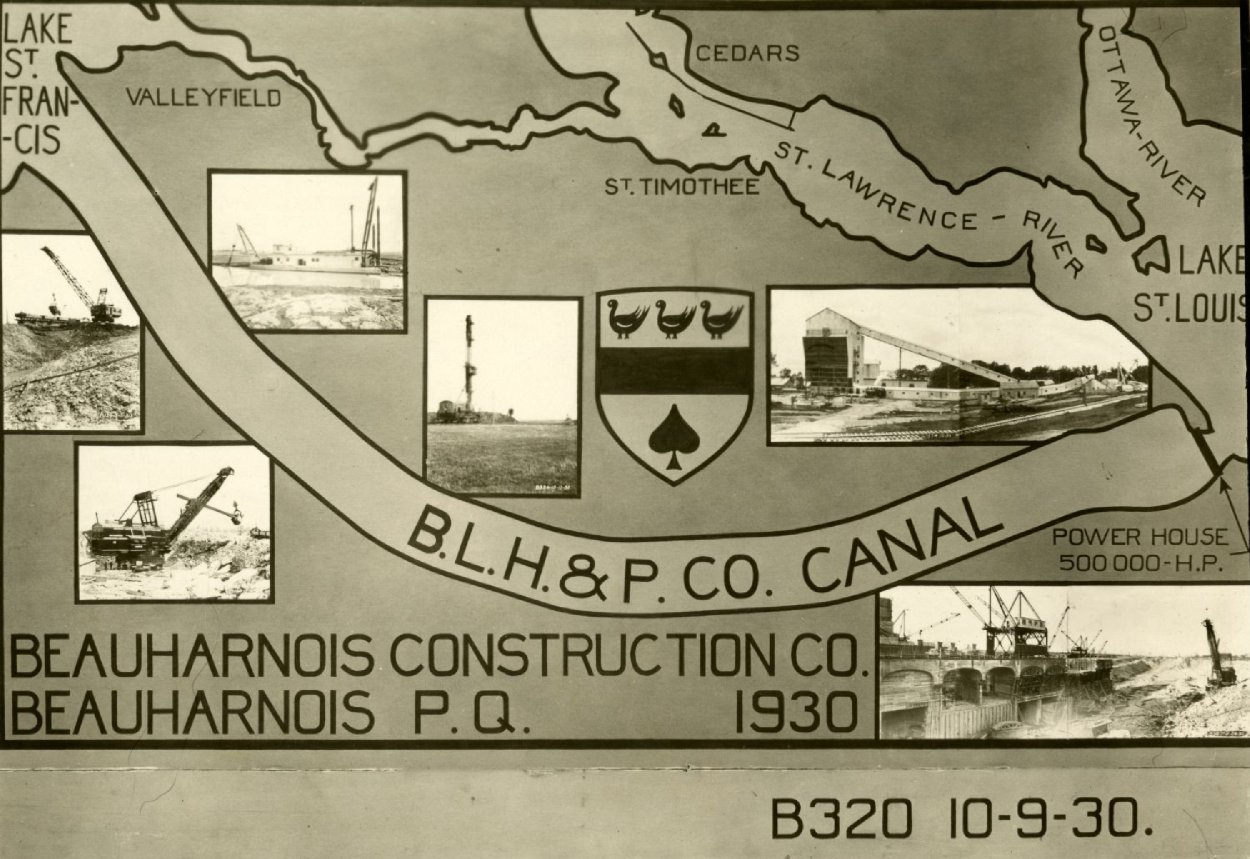
Schéma de 1930 illustrant la construction de la première phase de la centrale de Beauharnois.

Le scandale de la Beauharnois est un scandale politico-financier canadien impliquant la Beauharnois Light, Heat and Power Co., L'entreprise a fait don de 700 000 dollars au Parti libéral du Québec et au Parti libéral du Canada afin d'obtenir le droit de dériver les eaux du fleuve Saint-Laurent pour y construire la centrale de Beauharnois, en Montérégie. L'affaire, qui a fait grand bruit, a contribué à la défaite du gouvernement libéral de William Lyon Mackenzie King, qui est remplacé par le conservateur Richard Bedford Bennett à l'élection fédérale de 1930. Le nouveau gouvernement conservateur fit instituer deux commissions d'enquête, à la Chambre des communes et au Sénat canadien.

## Concession hydraulique
L'histoire commence en 1902 avec la formation et le développement de la Beauharnois Light, Heat and Power Company, une société incorporée au Québec par les héritiers de la famille de Joseph Bartholomew Robert, qui avait établi une usine de tissage sur la rivière Saint-Louis en 1858. En plus de son usine, Robert acquiert des terrains dans la région de Beauharnois et achète le canal d'alimentation qui relie le lac Saint-François et la rivière Saint-Louis, que le gouvernement avait élargi cinq ans plus tôt dans un but de contrôle des crues. L'année suivante, Robert achète le moulin à deux meules qu'avait fait construire l'ancien seigneur de Beauharnois, Alexander Ellice au début du XIXe siècle.
L'entreprise familiale possède le droit de détourner 1 050 pieds cubes d'eau par seconde (30 m3/s) en vertu d'un décret fédéral de 1910, qui établit ses droits. Avec des alliés, la famille Robert prend le contrôle de la Montreal Street Railway en 1911 et tente d'obtenir une diversion beaucoup plus considérable. W. H. Robert adresse une lettre au ministre fédéral des Travaux publics F. D. Monk afin de demander un débit de 40 000 pieds cubes par seconde (1 133 m3/s). La Beauharnois Light, Heat and Power Company obtient l'autorisation requise, mais la construction n'a pas lieu en raison des conditions de marché et de la Première Guerre mondiale.
En 1913, le jeune ingénieur Robert Oliver Sweezey s'intéresse au potentiel hydraulique du secteur Soulanges du fleuve Saint-Laurent  — entre les lacs Saint-François et Saint-Louis — et prépare une étude pour le compte de la Royal Securities Corporation, la société d'investissement de Max Aitken. Le rapport conclut à la viabilité technique du harnachement du fleuve dans le secteur Soulanges, mais souligne qu'il existe des obstacles de nature concurrentielle, politique et financière. Le premier obstacle est lié à la stratégie d'affaires de la Montreal Light, Heat and Power, qui domine le marché montréalais de l'électricité. L'entreprise adopte une stratégie conservatrice et limite délibérément l'offre afin de conserver son monopole et des prix les plus élevés possibles.
En 1921, Sweezey fonde Newman, Sweezey and Company, une société de courtage de valeurs mobilières qui s'intéresse particulièrement au financement de projets dans l'industrie du papier et de l'hydroélectricité. Il est impliqué dans plusieurs fusions et prises de contrôle qui agitent l'industrie au cours de cette décennie. L'intérêt de Sweezey pour le projet de Beauharnois est ravivé en 1925, une douzaine d'années après sa première étude du dossier.

## Retour de Sweezey
Après la guerre, la famille Robert s'associe à l'homme d'affaires Narcisse Cantin, qui forme la Transportation and Power Corporation. Le 4 novembre 1921, ils signent une option de 12 mois en vertu de laquelle Cantin acquiert un intérêt dans l'entreprise en échange d'un paiement de 500 000 dollars, qui doit être versé avant la fin d'octobre 1922. L'affaire tourne au vinaigre lorsque la famille Robert annule l'option à l'expiration du contrat, en novembre 1922. Cantin poursuit Robert, tout en redoublant ses efforts pour trouver du financement et en commanditant des travaux d'ingénierie. La Cour du Banc du roi donne raison à Cantin en première instance, mais le jugement est infirmé à deux reprises en appel.
Les efforts de Cantin afin de construire le barrage le conduisent au bureau de R. O. Sweezey, qui commence à travailler sur le dossier le 4 avril 1925. Assez rapidement, Sweezey conclut que Cantin n'a aucun droit sur la puissance hydraulique du fleuve dans le secteur Soulanges et abandonne Cantin. Convaincu de la grande rentabilité du projet, il amorce des pourparlers discrets avec W. H. Robert afin de racheter les droits hydrauliques pour lui-même.
Le 3 février 1927, Sweezey signe un contrat avec W. H. Robert dans lequel l'ingénieur-financier s'engage à verser 100 000 dollars immédiatement — une somme avancée par Sweezey lui-même — en plus d'accorder au vendeur une participation au capital au profit de la Beauharnois Light, Heat and Power Company dans le cas où l'entreprise est menée à terme. Selon l'historien Theodore David Regehr qui a écrit une monographie remarquée sur l'affaire, les arrangements financiers entre Sweezey et ses partenaires auraient été « plutôt informels ».

### Montage financier
Une fois les droits obtenus, R. O. Sweezey se met au travail et commence les démarches en vue de constituer un syndicat financier capable de mener à terme le projet. Au cours de l'été 1927, il organise la structure : la nouvelle compagnie émettra 4 000 actions, dont 600 à Sweezey lui-même, 500 à W. H. Robert et 250 chacune à Newman, Sweezey and Company et à la Dominion Securities Corporation, ces derniers paieront 30 dollars par action pour le privilège. Les 2 400 autres actions étant émises aux investisseurs qui se joindront au syndicat, au fur et à mesure.
Tous les actifs du syndicat financier original et de son successeur ont été transférés à une autre société, Marquette Investment Corporation, incorporée en vertu de la Loi sur les compagnies du Québec. La création d'une personnalité juridique distincte, qui ne déclarera pas de profits, répond à des motivations fiscales, les investisseurs craignant d'être imposés pour leurs profits imprévus.
La vente de participations rapportera 261 000 dollars à l'entreprise et attire des investisseurs de calibre dans le monde financier montréalais de l'époque. Sweezey, qui achète 200 actions supplémentaires, recrute entre autres Frank P. Jones, directeur général de la Canada Cement, un autre protégé de Max Aitken, qui obtient 800 actions pour 30 000 dollars. En échange, Jones devient le président de la Beauharnois Light, Heat and Power Company le 27 septembre 1928, ce qui fournit un vernis de crédibilité en matière de gestion et de financement.
Toujours aussi conscient de l'influence déterminante que jouerait le pouvoir politique — à Ottawa et à Québec —, sur le développement du potentiel hydraulique à Beauharnois, Sweezey écrit à une relation d'affaires que « nous devons enrôler dans notre syndicat deux ou trois individus, qui en plus de fournir leur juste part des capitaux, pourront nous aider à obtenir l'extension ou l'élargissement de nos droits afin de développer le débit maximal du Saint-Laurent à cet endroit ». Le correspondant de l'ingénieur-financier est nul autre que J. Aldric Raymond, gérant des hôtels Queen's et Windsor et frère du sénateur Donat Raymond, un important organisateur et collecteur de fonds du Parti libéral du Québec, un homme jouissant donc d'une influence considérable auprès du gouvernement Taschereau.
Raymond investit 30 000 dollars pour 800 actions du capital, qui a été augmenté à 5 000 actions, et il demande à Sweezey de placer ces actions en fiducie à son bénéfice auprès du Crédit général du Canada. Il expliquera plus tard qu'il était prêt à risquer son argent, mais ne voulant pas « que mes amis jouent avec mon nom », avouera-t-il, il participait à de nouvelles entreprises « que par l'intermédiaire d'une fiducie ou d'un courtier ».

### Succès à Québec

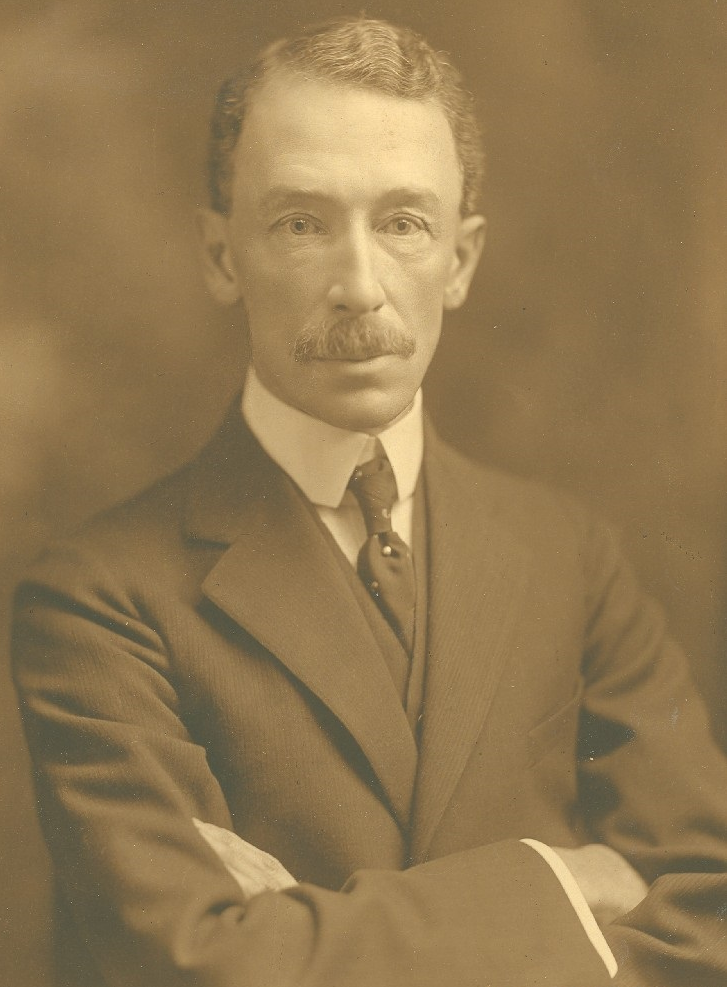
Louis-Alexandre Taschereau, premier ministre du Québec.

Avant de procéder, le promoteur doit obtenir un amendement mineur à sa charte constitutive, qui prévoit la construction d'un canal allant des lacs Saint-François à Saint-Louis, et au bail hydraulique. Dans le passé, le projet de centrale prévoyait l'utilisation d'un débit limité à 40 000 pieds cubes par seconde (1 133 m3/s), mais l'ambition de Sweezey consiste à exploiter la totalité du débit du fleuve, ce qui serait possible en construisant un canal beaucoup plus large et une centrale qui pourrait être construite en plusieurs étapes.
Cependant, le premier ministre Taschereau, plusieurs ministres de son gouvernement — appuyés par les intérêts liés à la Montreal Light, Heat and Power — craignent que l'ouverture d'un canal plus large puisse faciliter la construction d'une voie maritime sur le Saint-Laurent, détournant le commerce et l'industrie de Montréal. Qui plus est répliquent les critiques, le Québec connaît des surplus d'électricité, alors que l'Ontario fait face à une pénurie. Étant donné la proximité de Beauharnois des frontières de l'Ontario et de l'État de New York, il subsistait un doute que l'électricité produite au Québec servirait plutôt au développement économique de ses voisins. L'Assemblée législative refuse donc l'amendement à la charte, d'autant plus que l'élection générale de 1927 approche.
Sweezey développe avec Raymond une argumentation qui rallie les parlementaires libéraux. Les deux promoteurs séparent la question de la centrale électrique d'une éventuelle voie maritime et l'appui à leur projet ne être considéré en aucun cas comme un appui à l'autre, disent-ils. Ils ajoutent que l'énergie électrique produite à Beauharnois stimulera la création de nouvelles usines dans cette région et la prospérité de la province. Une fois Taschereau convaincu, le reste de son caucus ne fera pas obstacle aux demandes de l'entreprise. Avant d'adopter les amendements, la province exige néanmoins le paiement des arrérages de taxes de la Beauharnois Light, Heat and Power, qui s'élèvent à 500 000 dollars. Après avoir reçu le paiement, l'Assemblée législative adopte les amendements à la charte par 51 voix contre 10, et le Conseil législatif du Québec entérine la loi à l'unanimité. Les changements à la concession hydraulique sont acceptés le 23 juin 1928.

### Intrigue à Ottawa

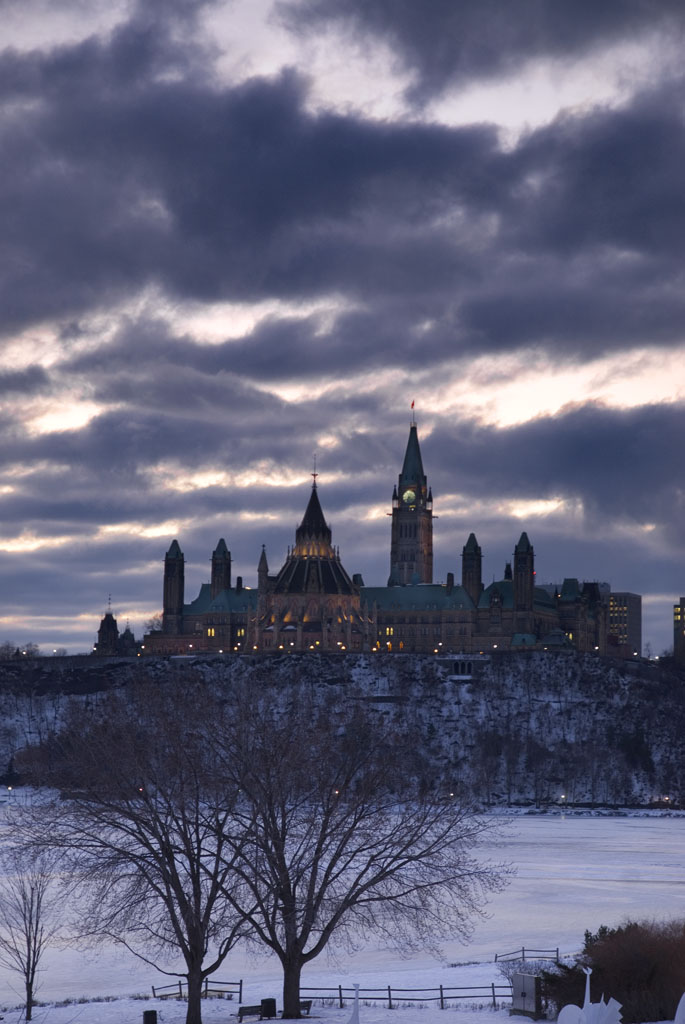
Le Parlement du Canada.

L'obtention de l'amendement à la charte de la compagnie et le bail hydraulique obtenus par le groupe de R. O. Sweezey avec l'aide du sénateur Donat Raymond constituaient des victoires appréciables, mais insuffisantes à elles seules pour aller de l'avant avec le projet. Le Saint-Laurent étant une voie navigable, la construction d'un complexe hydroélectrique à Beauharnois nécessitait aussi l'aval des autorités fédérales canadiennes. Sweezey fait d'abord appel à Winfield Sifton, un avocat avec qui il a travaillé à la Royal Securities Corporation dans les années 1910. Sifton est bien branché sur les milieux politiques d'Ottawa, son père, Sir Clifford Sifton, étant membre du Comité aviseur national qui conseille le gouvernement fédéral sur l'aménagement des voies navigables. Sifton accepte l'offre de la Beauharnois oriente Sweezey dans les dédales des coulisses du pouvoir de septembre 1927 jusqu'à son décès, le 13 juin 1928.
Sifton constate rapidement que le milieu d'affaires de Montréal constitue le premier obstacle à la construction, et au premier chef la commission du Port de Montréal, présidée par le sénateur Wilfrid Laurier McDougald, un homme d'affaires de réputation douteuse, mais néanmoins un ami du premier ministre Mackenzie King. Les premières approches auprès de McDougald se révèlent un échec, mais elles sont suivies d'une ouverture. Sifton suggère à Sweezey d'émettre 800 actions du premier syndicat financier au nom de l'avocat Clare Moyer, qui fut secrétaire privé de Mackenzie King jusqu'en 1927. Ces actions ont été détenues puis transférées au sénateur McDougald, qui les acquises pour la somme de 30 000 dollars.
Sweezey soumet sa demande de permis aux autorités fédérales le 17 janvier 1928, dans laquelle il décrit les travaux de construction qui seront nécessaires. Le canal aura une longueur de 15 milles (24 km), une largeur en amont de 3 000 pieds (915 m) et une profondeur de 27 pieds (8,25 m). La demande de permis ajoute que les coûts de construction totaux du canal, de la centrale et des ouvrages correcteurs devraient se situer entre 50 et 55 millions de dollars, dont 16 millions de dollars pour le canal.
L'année qui suite sera l'occasion de grandes manœuvres politiques à Ottawa. Le gouvernement de Mackenzie King, qui est profondément divisé sur la question, s'interroge sur la compétence des provinces en matière de développement hydrauliques et soumet la question à la Cour suprême du Canada. Des intérêts commerciaux favorables au Parti libéral dont Samuel Herbert Holt, s'opposent publiquement et organise une campagne de presse défavorable à la compagnie de Sweezey. L'opposition des conservateurs en Ontario et des progressistes des provinces de l'ouest du Canada fait les manchettes.
En février 1929, la Cour suprême rend un jugement empreint de nuance qui refuse de se prononcer sur les compétences des provinces, tout en affirmant la compétence fédérale pour administrer la question des voies navigables. Mackenzie King se déclare ouvertement en faveur du projet et le cabinet fédéral adopte le décret CP422, le 6 mars 1929 qui autorise le projet et les plans généraux mais qui pose 28 conditions au développement de l'aménagement.

### Manœuvre de la MLH&P

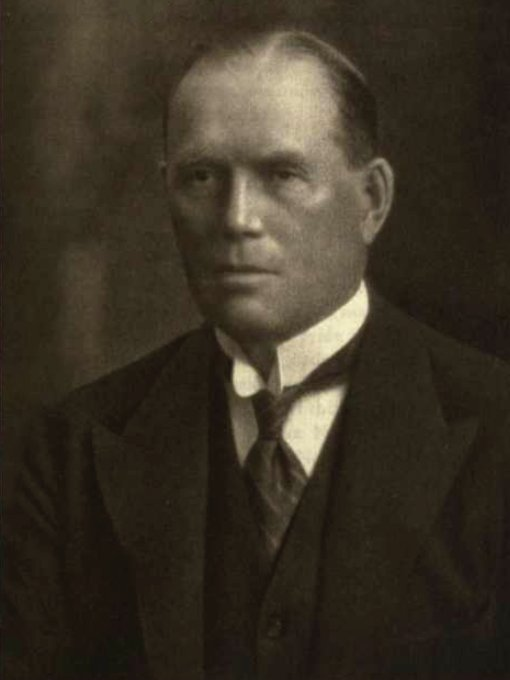
Herbert Samuel Holt.

Herbert Samuel Holt n'avait pas dit son dernier mot. Quelques semaines après la décision du gouvernement fédéral, la Cedar Rapids contrôlée par la MLH&P dépose une opposition, arguant que la nouvelle centrale aurait un effet néfaste sur les volumes d'eau de la centrale des Cèdres. S'amorcent alors des pourparlers entre le distributeur montréalais et la Beauharnois Light, Heat and Power Company.
Holt, qui occupe également le poste de président de la Banque royale du Canada, craint l'arrivée d'un compétiteur qui pourrait menacer son monopole de la distribution dans le lucratif marché de Montréal. Il conclut que puisque la construction de la centrale était inévitable, autant en tirer profit. Il utilise l'opposition de la Cedar Rapids pour renverser le rapport de force à son avantage au moment opportun. Des discussions discrètes sont entamées par l'entremise de Lord Beaverbrook.
L'occasion se présente en juillet 1929, alors que les associés de la Beauharnois doivent décider de la marche à suivre pour financer la construction de l'ouvrage. Le président, George P. Jones, préconise une émission d'obligations couvrant l'ensemble des besoins de financement, soit 50 millions de dollars. R. O. Sweezey estime plutôt qu'il serait préférable de financer le projet par étapes et obtient une majorité lors d'une réunion d'actionnaires. Jones démissionne et Sweezey et MacDougald proposent immédiatement de racheter sa participation à l'entreprise.
Ne disposant pas de la somme requise par Jones, Sweezey se résout à contacter Holt, qui propose un marché : il rachètera la participation de Jones et ses alliés, favorisera le financement du projet et il en abandonnera l'opposition de la Cedar Rapids à la construction de la Beauharnois. En échange de quoi, la Beauharnois vendra 150 000 hp d'électricité à 15 dollars chacun à la MLH&P en plus d'accepter de ne pas faire concurrence au distributeur montréalais sur son territoire.

## La construction

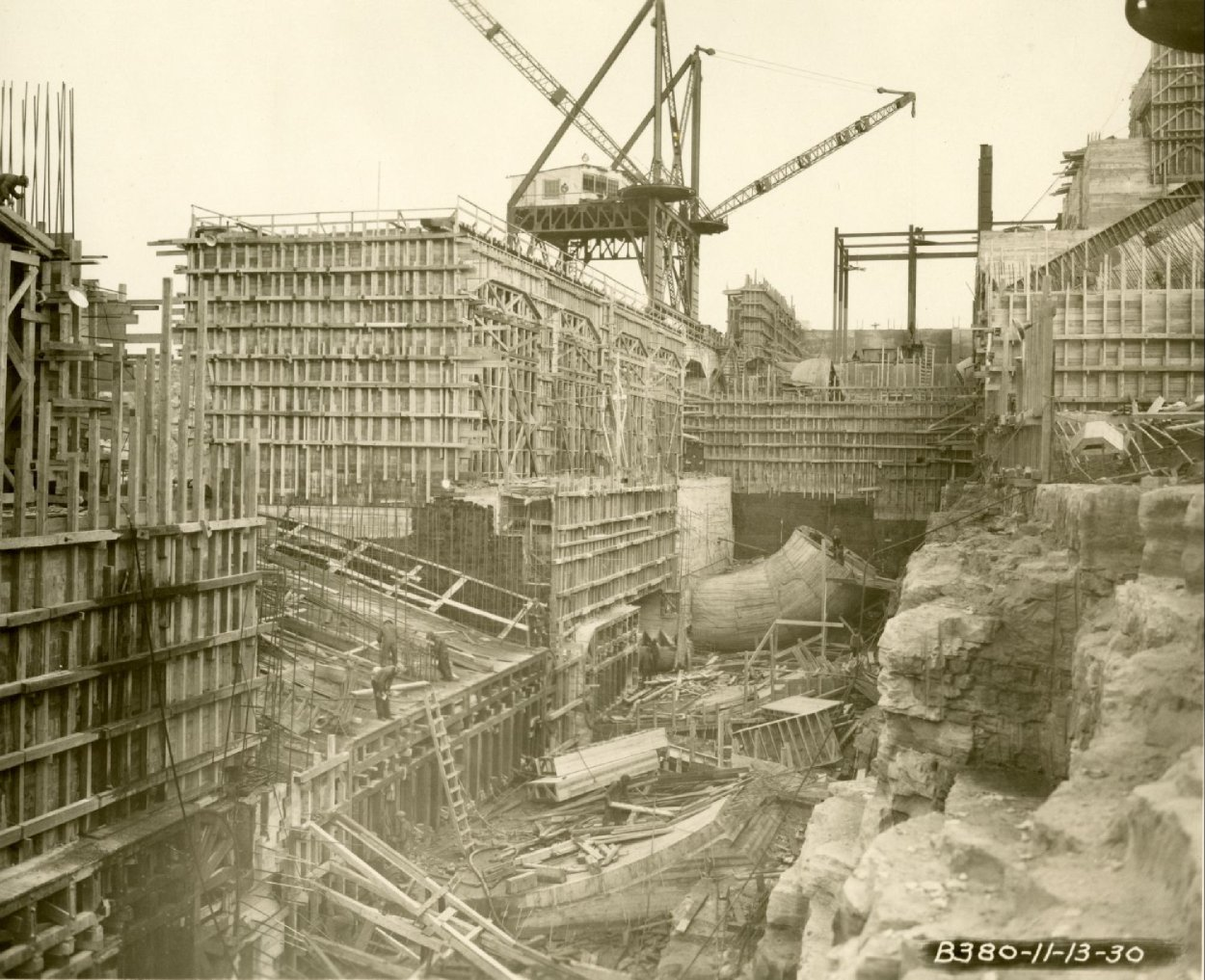
La centrale de Beauharnois en construction, octobre 1930.

## Conséquences
La Montreal Light, Heat and Power rachète la Beauharnois Light, Heat and Power en 1933 et poursuit le développement amorcé par l'entreprise de Sweezey. Les 16 premières turbines de l'ouvrage seront graduellement installées et mises en service entre 1932 et 1941.
Au niveau politique cependant, l'affaire ajoute de l'eau au moulin de ceux — T.-D. Bouchard et Philippe Hamel en tête —, qui réclament la fin du trust de l'électricité. Bien que l'affaire ne fit pas tomber le gouvernement libéral de Louis-Alexandre Taschereau, qui est réélu pour un troisième mandat lors de l'élection générale québécoise de 1931, l'affaire a eu le mérite, selon l'historien-économiste Albert Faucher d'alerter le public québécois à « la question de l'électricité », qui allait mener une douzaine d'années plus tard à la nationalisation de la MLH&P et à la création d'Hydro-Québec, en 1944,

#### Ouvrages
- (en) John H. Dales, Hydroelectricity and Industrial Development Quebec 1898-1940, Cambridge, MA, Harvard University Press, 1957, 265 p.
- Ian McNaughton, Beauharnois, Montréal, Hydro-Québec, 1970, 32 p..
- (en) Theodore David Regehr, The Beauharnois scandal : a story of Canadian entrepreneurship and politics, Toronto, University of Toronto Press, 1990, 234 p. (ISBN 0-8020-2629-X)

#### Articles
- Albert Faucher, « La question de l'électricité au Québec durant les années trente », L'actualité économique, vol. 68, no 3,‎ septembre 1992, p. 415-432 (lire en ligne [PDF])
- W.J.W. McNaughton, « Beauharnois : A dream come true/La réalisation d'un rêve », Canadian Geographical Journal, Ottawa, vol. LXIV, no 2,‎ février 1962, p. 40-65
- Clément Saint-Germain, « RUMILLY, Robert, La Dépression. Tome XXXII. Histoire de la Province de Québec (Fides, Montréal, 1960) », Revue d'histoire de l'Amérique française, vol. 14, no 1,‎ 1960, p. 133-135 (lire en ligne [PDF])
- Marc Vallières, « REGEHR, T. D., The Beauharnois Scandal: A Story of Canadian Entrepreneurship and Politics. Toronto, University of Toronto Press, 1990. 234 p. », Revue d'histoire de l'Amérique française, vol. 44, no 1,‎ 1990, p. 117-119 (lire en ligne [PDF])